# Anarchy in the U.K.
Anarchy in the U.K. è il primo singolo del gruppo musicale britannico dei Sex Pistols. Il brano venne pubblicato (con I Wanna Be Me come lato B) il 26 novembre 1976.
Il brano, nel 2004, è stato inserito al 56º posto nella classifica delle 500 migliori canzoni di sempre secondo la rivista Rolling Stone.
Nel 2011 è stato incluso nella colonna sonora del film In viaggio con una rock star.

## Descrizione
Il singolo, realizzato dalla EMI, ha venduto oltre 55 000 copie in Inghilterra, ed è arrivato al 38º posto delle classifiche britanniche, prima che ne venisse fermata la produzione per susseguenti proteste. Il successivo singolo, God Save the Queen, riuscirà ad arrivare al 2º posto nelle classifiche britanniche.
I Sex Pistols abbandonarono quindi la casa discografica, solo tre mesi dopo aver firmato il contratto, si accasarono con la A&M per circa una settimana, e infine firmarono per la Virgin Records, che incluse Anarchy in the U.K. nel loro unico lavoro realizzato in studio, Never Mind the Bollocks, Here's the Sex Pistols.
La canzone venne quasi per intero composta da Glen Matlock, eccetto che per i testi che furono scritti da Johnny Rotten, e fu importante anche la collaborazione del chitarrista Steve Jones. Il cantato di Rotten è estremamente duro, e sfrutta le qualità abrasive della sua voce.
Il pezzo è stato più volte oggetto di rivisitazione da parte di altri gruppi, tra cui Megadeth e Mötley Crüe. Compare anche nella colonna sonora dei videogiochi Tony Hawk's Pro Skater 4 e Guitar Hero III: Legends of Rock.

## Altre versioni e reinterpretazioni
- I Sex Pistols hanno inciso due varianti della canzone: nel disco The Great Rock 'n' Roll Swindle è presente la versione francese che prende il nome di Anarchie pour les U.K.(cantata da Louis Brennon) [8]; esiste poi una versione in spagnolo intitolata Anarchy in the USA[9].
- Il titolo originale della canzone era Nookie, questo nome venne però mantenuto solo per il bootleg ufficiale Spunk[10].
- Il brano è stato citato dai CCCP - Fedeli alla linea nel pezzo Tu Menti dell'album Socialismo e barbarie. Si tratta di un attacco mirato che il cantante Giovanni Lindo Ferretti lancia verso Johnny Rotten per sottolineare l'incoerenza nel comportamento del gruppo (dicono sempre così: / "io sono l'Anarchia" / "ecco un altro Anticristo" / ma eri solo carino / proprio carino / pigro di testa / e ben vestito / senza blue jeans / eri carino /proprio un amore di ragazzino).[senza fonte]
- I Litfiba e i Diaframma eseguirono inoltre una versione di questo brano parzialmente tradotta in italiano in occasione di alcuni concerti tenuti da loro insieme intorno al 1985.
- I Green Jellÿ hanno realizzato una parodia intitolata Anarchy in Bedrock[11] con chiari riferimenti al cartone animato Gli antenati.
- Nell'album So Far, So Good... So What! i Megadeth hanno inserito una loro versione della canzone intitolata Anarchy in the U.S.A.[12].
- Nell'album Decade of Decadence i Mötley Crüe hanno inserito una loro versione della canzone intitolata Anarchy for the U.S.A..
- Nel 1992 gli X Japan in occasione dell'anniversario della Extasy Records tennero un concerto chiamato Minna Mumei datta dakedo... Muteki datta - Extasy Summit '92 dove insieme ad altre band della stessa casa discografica come i Luna Sea suonarono tutti insieme sul palco le cover di Anarchy in the U.K. e di God Save the Queen.

## Formazione
- Johnny Rotten - voce
- Steve Jones - chitarra, seconda voce
- Glen Matlock - basso, seconda voce
- Paul Cook - batteria